# Mimogeniates margaridae
Mimogeniates margaridae är en skalbaggsart som beskrevs av Martinez 1964. Mimogeniates margaridae ingår i släktet Mimogeniates och familjen Rutelidae. Inga underarter finns listade i Catalogue of Life.